# Tourisme dans l'Hérault

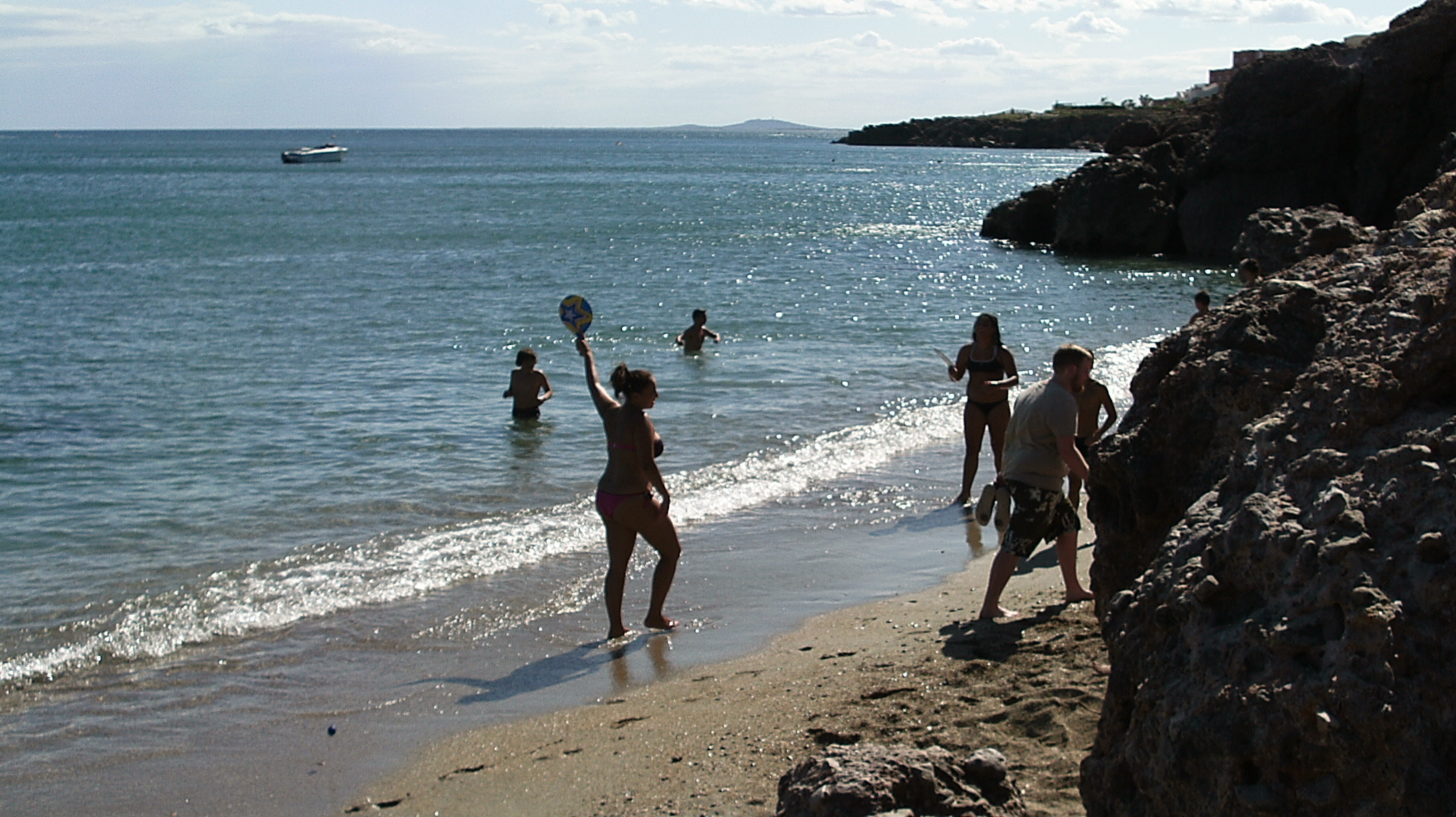
Plage à Sète.

Le tourisme dans l'Hérault représente un chiffre d’affaires annuel estimé à plus de 1,5 milliard d’euros et génère plus de 19 500 emplois annuels et saisonniers, soit 6,6 % de l'emploi total du département.
On compte plus de 3,2 millions de visiteurs dans les sites touristiques du département chaque année. Les secteurs de l'hôtellerie et des campings ont accueilli 1,9 million de touristes en 2007, pour 8,7 millions de nuitées, soit 40 % de la fréquentation du
Languedoc-Roussillon pour ces deux types d’hébergements.
Le département est le troisième de France, après la Vendée et le Var, pour la fréquentation de ses terrains de campings. Celle-ci est très majoritairement concentrée (90 % des nuitées) dans la zone littorale.
L'Hérault dispose d'un important parc de résidences secondaires, 108 260 logements, soit 20,2 % du parc total en 1999, surtout concentré sur le littoral, en particulier entre Sète et Béziers. Ainsi, les quatre communes d'Agde, Marseillan, Sète et Valras-Plage représentent 40,4 % du parc de résidences secondaires du département.

## Patrimoine touristique

### Châteaux
- Château de Flaugergues
- Château de Margon
- Château de la Mogère

### Patrimoine religieux
- Abbaye Sainte-Marie de Fontcaude
- Abbaye Saint-Félix-de-Montceau
- Abbaye de Saint-Guilhem-le-Désert
- Abbaye de Valmagne
- Abbaye de Vignogoul
- Abbaye de Villemagne
- Cathédrale de Maguelone
- Cathédrale Saint-Étienne d'Agde
- Cathédrale Saint-Fulcran de Lodève
- Cathédrale Saint-Nazaire de Béziers
- Cathédrale Saint-Pierre de Montpellier

### Autres monuments
- Chais Noilly Prat (Marseillan)
- Écluses de Fonserannes
- Pont-canal de l'Orb

### Musées
- Agropolis Museum (Montpellier)
- Espace Georges-Brassens (Sète)
- Musée agathois Jules-Baudou (Agde)
- Musée archéologique Henri-Prades (Lattes)
- Musée des beaux-arts (Béziers)
- Musée du Biterrois (Béziers)
- Musée de l'éphèbe (Agde)
- Musée Fabre (Montpellier)
- Musée Fleury (Lodève)
- Musée de l'Infanterie (Montpellier)
- Musée Paul-Valéry (Sète)
- Musée de Vulliod Saint-Germain (Pézenas)

### Parcs et jardins
- Aqualand (Agde)
- Aquarium du Cap d'Agde (Agde)
- Planet Ocean Montpellier (Montpellier)
- Europark (Vias)
- Jardin antique méditerranéen (Balaruc-les-Bains)
- Jardin des plantes de Montpellier
- Jardin du domaine d'O (Montpellier)
- Jardin méditerranéen de Roquebrun
- Jardin de Saint-Adrien (Servian)
- Plateau des poètes (Béziers)
- Serre amazonienne (Montpellier)

### Sites naturels
- Cirque de Mourèze
- Cirque de Navacelles
- Étang de Thau
- Gorges d'Héric
- Gorges de Colombières
- Gorges de l'Hérault
- Grotte de la Clamouse
- Grotte des Demoiselles
- Grotte de la Devèze
- Grotte de Labeil
- Lac du Salagou